# Ptyngidricerus pseudoalbardanus
Ptyngidricerus pseudoalbardanus is een insect uit de familie van de vlinderhaften (Ascalaphidae), die tot de orde netvleugeligen (Neuroptera) behoort. 
Ptyngidricerus pseudoalbardanus is voor het eerst wetenschappelijk beschreven door Abrahám & Mészáros in 2002.